# Мисс Вселенная 2016
Мисс Вселенная 2016 (англ. Miss Universe 2016) — 65-й ежегодный конкурс красоты, состоявшийся 30 января 2017 года в Mall of Asia Arena, Манила, Филиппины. Победительницей стала представительница Франции, Ирис Миттенар.

## Результаты
| Результаты          | Участницы                                                                                             |
| ------------------- | --- |
| Мисс Вселенная 2016 | - Франция — Ирис Миттенар                                                                             |
| 1-я вице-мисс       | - Гаити — Рахель Пелиссье                                                                             |
| 2-я вице-мисс       | - Колумбия — Андреа Товар                                                                             |
| Топ 6               | - Кения — Мари Эстер Вери - Филиппины — Максине Медина - Таиланд — Халита Суансане                    |
| Топ 9               | - Канада — Сьерра Берчелл - Мексика — Кристал Сильва - США — Дешауна Барбер                           |
| Топ 13              | - Бразилия — Раиса Сантана - Индонезия — Кезья Вару - Панама — Кейти Дреннан - Перу — Валериа Пиацция |

## Переговоры о месте проведения

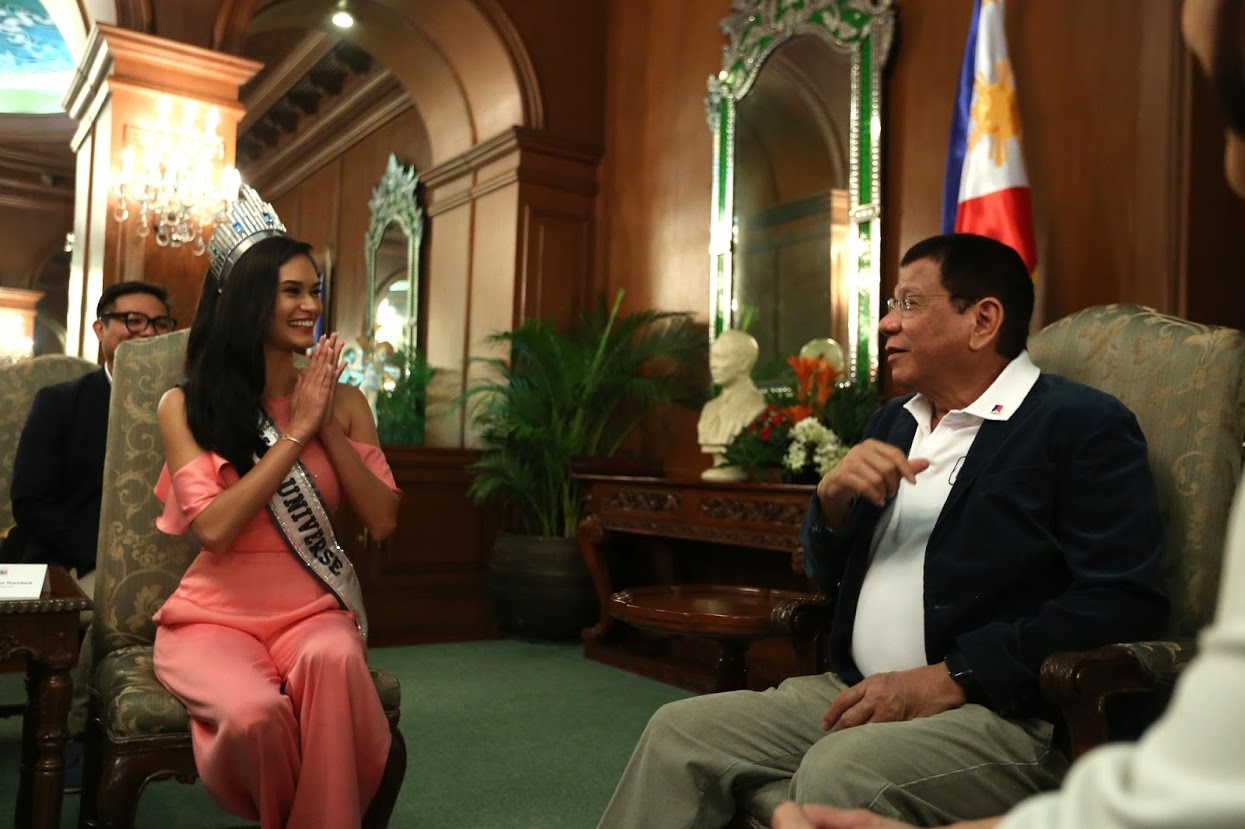
Мисс Вселенная 2015 Пиа Вуртцбах на визите вежливости с президентом Филиппин Родриго Дутерте в обсуждении о проведении международного конкурса красоты на территории Филиппин. За Вурцбах находится Джонас Гаффуд, инструктор по конкурсу красоты.

18 июля 2016 года Мисс Вселенная 2015 Пиа Вуртцбах встретилась с президентом Филиппин Родриго Роа по поводу проведения Мисс Вселенная 2016 года на территории Филиппин. Родриго Роа первоначально был заинтересован, но отказался взять расходы за счёт государственного финансирования. Позже Министерство туризма пояснило, что президент никогда не был против идеи проведения конкурса красоты, но имелись проблемы с финансированием.
28 июля 2016 года Министерство туризма Филиппин подтвердило, что на Филиппинах пройдет конкурс красоты Мисс Вселенная 2016.

## Место проведения и спонсорство
Mall of Asia Arena в Пасае, Araneta Coliseum в Кесон-Сити, Ynares Center в Антиполо, Clark Expo Amphitheater in Анхелесе, Pampanga и Philippine Arena в Букау рассматривались Министерством туризма в качестве основных мест проведения конкурса. Президент Филиппин предложил для организаторов Мисс Вселенная на этапе вспомогательных мероприятий провести конкурс красоты за пределами Манилы, в таких местах, как Боракай, Кагаян-де-Оро, Себу, Давао, Палаван и Виган.
В сентябре 2016 года, Вандой Коразон Тео, Секретарём туризма Филиппин было заявлено, что международный конкурс красоты пройдёт в Mall of Asia Arena находящийся в Пасае. Другие места для проведения конкурса были отклонены по причине техники безопасности.
Средства, необходимые для мероприятия, поступили из частного бизнеса. Среди заявленных спонсоров китайско-филиппинский бизнесмен Генри Си и японский миллиардер Кадзуо Окада. Okada Manila Luxury Hotel, служило местом проживания участниц Мисс Вселенная 2016. Прогнозируемые расходы на мероприятие составляют $ 11 миллионов долларов США.
Филиппины приняли конкурс красоты в третий раз. Ранее страна принимала международный конкурс красоты в 1974 и 1994 годах.
8 августа появилась информация, что террористы из Исламского государства намерены совершить теракт на конкурсе красоты.

## Заметки
- Иран не будет представлен на конкурсе красоты из-за религиозных вопросов.

### Дебютировали
- Сьерра-Леоне

### Вернулись
| Последний раз участвовали в 2001: - Мальта Последний раз участвовали в 2007: - Барбадос - Белиз Последний раз участвовали в 2008: - Антигуа и Барбуда Последний раз участвовали в 2009: - Исландия Последний раз участвовали в 2011: - Виргинские Острова (США) Последний раз участвовали в 2012: - Кипр Последний раз участвовали в 2013: - Азербайджан - Намибия - Румыния Последний раз участвовали в 2014: - Гуам - Казахстан - Кения - Литва - Словения - Шри-Ланка - Сент-Люсия - Швейцария - Тринидад и Тобаго - Теркс и Кайкос |

### Участие в других конкурсах красоты
Contestants who previously competed or will be competing at other international beauty pageants:
Мисс Мира
- 2010:  Виргинские Острова (США): Carolyn Carter
- 2015:  Грузия: Nuka Karalashvili
- 2016:  Острова Кайман: Monyque Brooks
- 2016:  ЮАР: Ntandoyenkosi Kunene

Мисс Интернешнл
- 2011:  Панама: Keity Drennan (4-я Вице Мисс)

Мисс Земля
- 2012:  Виргинские Острова (США): Carolyn Carter
- 2013:  Мексика: Cristal Silva Dávila (Топ 8)

Miss Supranational
- 2011:  Виргинские Острова (США): Carolyn Carter
- 2015:  Канада: Siera Bearchell (1-я Вице Мисс)

Miss Scuba International
- 2013:  Великобритания: Jamie-Lee Faulkner (Победительница)

Miss Teenager International
- 2011:  Никарагуа: Marina Jacoby (4-я Вице Мисс)

Miss West Africa International
- 2013:  Сьерра-Леоне: Hawa Kamara (Победительница)

Miss Bride of The World
- 2012:  Дания: Christina Mikkelsen (Победительница)

Miss Tourism Queen of The World
- 2011:  Дания: Christina Mikkelsen (Полуфиналистка)

Miss Model of The World
- 2014:  Перу: Valeria Piazza (Полуфиналистка)

Tropic Beauty World
- 2015:  Перу: Valeria Piazza (1-я Вице Мисс)

Swimsuit-USA International
- 2015:  Перу: Valeria Piazza (4-я Вице Мисс)

Miss Europa Continental
- 2015:  Албания: Lindita Idrizi (Победительница)

## Примечание
1. ↑  Excited to announce that I will be performing at #MissUniverse premiering Sunday, January 29 on. Instagram. 18 января 2017. Архивировано 20 января 2017. Дата обращения: 2 декабря 2019.
2. ↑  Boyz II Men to perform in Miss Universe 2016. Rappler. 26 января 2017. Архивировано 13 апреля 2019. Дата обращения: 2 декабря 2019.
3. ↑  Competition Rules Архивная копия от 5 мая 2019 на Wayback Machine. Miss Universe Organization
4. ↑  About the Competition. Miss Universe Organization. Дата обращения: 2 декабря 2019. Архивировано 9 июня 2019 года.
5. ↑  Vila, Alixandra Caole (28 июля 2016). Philippines to host Miss Universe coronation night in 2017. The Philippine Star. Архивировано 11 мая 2019. Дата обращения: 29 июля 2016.
6. 1 2  Montano, Isabella (29 июля 2016). Philippines to host Miss Universe 2016. CNN Philippines. Архивировано 9 октября 2018. Дата обращения: 29 июля 2016.
7. 1 2  Requintina, Robert (2 августа 2016). PH eyes MOA or Philippine Arena as venue for Miss Universe 2016 (неопр.). Tempo. Архивировано 12 мая 2019. Дата обращения: 2 августа 2016.{{cite news}}:  Википедия:Обслуживание CS1 (неизвестный язык) (ссылка)
8. ↑  Duterte doesn't like Steve Harvey to host Miss Universe. ABS-CBN News. 1 сентября 2016. Архивировано 12 мая 2019. Дата обращения: 1 сентября 2016.
9. ↑  Chavit Singson secures major sponsors for Miss Universe 2016. Rappler. 29 августа 2016. Архивировано 12 мая 2019. Дата обращения: 1 сентября 2016.
10. ↑  Islamic State 'calls on jihadis to target Miss Universe competition in Philippines'. telegraph.co.uk (13 августа 2016). Дата обращения: 13 августа 2016. Архивировано 13 октября 2016 года.
11. ↑  ИГ пригрозило утопить в крови участниц конкурса «Мисс Вселенная». Боевики группировки «Исламское государство», запрещенной в России, пообещали устроить теракт на конкурсе красоты «Мисс Вселенная-2016». НТВ (8 августа 2016). Дата обращения: 14 августа 2016. Архивировано 2 июня 2017 года.